# Lyrique chorale
La lyrique chorale désigne des poèmes grecs de l’Antiquité développés selon un schéma fixe : un mythe relié de manière plus ou moins artificielle à une victoire aux Jeux panhelléniques (dont les Jeux olympiques).
Pindare et Bacchylide en sont les plus illustres représentants.